# Meletole
Meletole è una frazione del comune di Castelnovo di Sotto, distante circa 5 km dal capoluogo comunale. 

## Storia
La località è citata per la prima volta in un rogito del 835 con cui la regina Cunegonda dona alcuni suoi possedimenti al Monastero di Sant'Alessandro di Parma. In una carta del 980 si legge di una "curtis di Melitulo". Le sorti delle località sono tuttavia legate a quelle di Castelnovo di Sotto, a lungo possedimento dei vescovi di Parma. 

## Chiesa di San Martino
Già nel 1141, in una Bolla pontificia di papa Innocenzo II, si fa menzione di una cappella sita in Meletole; ancora, essa è citata in un documento del 1330 ove si afferma che essa dipende dalla plebana di Poviglio. Successivamente la chiesa meletolese passa dapprima al vicariato di Pieve Saliceto e, quindi, a quello di Castelnovo di Sotto. Nel 1828 entra infine a far parte della Diocesi reggiana.
La chiesa è dedicata a Martino di Tours; il tempio attuale - in sostituzione del più antico edificio che sorgeva più ad occidente dell'abitato, nel luogo detto "campo della Croce" - risale al decennio 1701-1711. L'impianto architettonico è semplice: la chiesa è composta infatti da un'unica navata al cui interno si affacciano cinque altari. Più riccamente strutturata è invece la facciata. Essa, infatti, " [è] riquadrata da lesene angolari, binate e scanellate su alto basamento con capitello composito ed è conclusa da un frontespizio triangolare; elementi a volute con acroteri a vasi in vertice la raccordano con le ali assai ridotte. Il portale è architravato con ampia nicchia per l'immagine votiva del santo titolare e finestra trapezoidale superiore, incorniciata".

## Sport
La squadra della frazione è la "A. S. D. Meletolese Football Club 1969" che milita nel girone A del campionato regionale emiliano-romagnolo di Eccellenza Emilia-Romagna 2014-2015 e disputa le proprie gare interne al campo "L. A. Melegari". 